# Pithecia milleri
Pithecia milleri (лат.) — вид приматов из семейства саковых.

## Систематика
Изначально этот примат был описан в качестве подвида Pithecia monachus, однако в 2014 году по совокупности морфологических признаков был повышен в ранге и получил статус вида.

## Описание
Шерсть чёрная, с серебристым налётом, передняя половина головы красновато-коричневая. Вокруг шеи «воротник» из тёмно-коричневых волос, ступни и кисти желтовато-белые. Вокруг морды шерсть светлая.

## Распространение
Ареал включает юго-запад Колумбии, северо-восток Эквадора и, возможно, близлежащие районы Перу.